# Pentti Kokkonen
Pentti Juhani Kokkonen (Jämsä, 15 de diciembre de 1955) es un deportista finlandés que compitió en salto en esquí.
Ganó tres medallas en el Campeonato Mundial de Esquí Nórdico entre los años 1982 y 1985. Participó en dos Juegos Olímpicos de Invierno, en los años 1980 y 1984, ocupando el quinto lugar en Lake Placid 1980, en el trampolín normal individual.

## Palmarés internacional
| Campeonato Mundial | Campeonato Mundial | Campeonato Mundial | Campeonato Mundial |
| Año                | Lugar              | Medalla            | Prueba             |
| ------------------ | ------------------ | ------------------ | ------------------ |
| 1982               | Oslo (Noruega)     | Medalla de bronce  | TG por equipos     |
| 1984               | Engelberg (Suiza)  | Medalla de oro     | TG por equipos     |
| 1985               | Seefeld (Austria)  | Medalla de oro     | TG por equipos     |